# Матвеев, Сергей Матвеевич
Серге́й Матве́евич Матве́ев (1888—1918) — участник Октябрьской революции. Член Коммунистической партии с марта 1917 года. Рабочий Франко-Русского завода. После Февральской революции депутат Совета 2-го Городского района. В 1918 года участник боёв с германскими интервентами под Петроградом. С лета 1918 на Восточном фронте. Убит контрреволюционерами. Похоронен в братской могиле на площади Коммунаров.

## В топонимике
Именем С. М. Матвеева в 1918 названы переулок (бывший Тюремный, между набережной р. Мойки и улицей Декабристов) и Матвеев мост.